# Acacia sieberiana
Acacia sieberiana es una especie de árbol nativo de África e introducido en Pakistán.

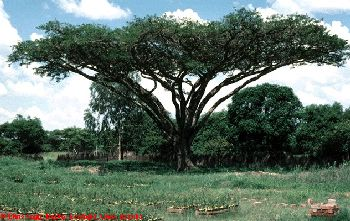
Detalle del árbol

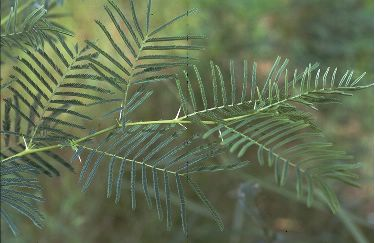
Detalle de la hoja

## Descripción
Es un árbol de gran tamaño, alcanzando hasta los 25 m de altura, con la corona plana o en forma de paraguas. Estípulas espinescentes, blanco, recto, fuerte, de hasta 12,5 cm de largo. Pinnas 6-35 pares, foliolos en 15-52 pares. Flores blancas o de color amarillo pálido y fragante. Vaina 8-21 cm de largo, de 1.5-3.5 cm de ancho, rectas o ligeramente curvas, indehiscente.

## Toxicidad
La Acacia sieberiana puede contener derivados de la dimetiltriptamina y glucósidos cianogénicos, cuya ingestión puede suponer un riesgo para la salud.

## Usos
A. sieberana es una buena fuente de carbón y leña, y produce una goma que se ha utilizado para hacer tinta. De la corteza se extrae la fibra para fabricar cuerdas. La madera es blanquecina, resistente a las termitas y moderadamente dura, por lo que resulta fácil de trabajar. Se emplea en la fabricación de morteros, mangos de herramientas y muebles. Las vainas y la corteza contienen tanino.
Durante la estación seca, los brotes tiernos y las hojas se emplean como forraje para el ganado. Las vainas se recogen en Sudán para alimentar a las ovejas de engorde, pero se cree que contaminan la leche.
Las colmenas de abejas se colocan en los árboles, pues sus flores constituyen un buen alimento para estos insectos.

## Usos medicinales tradicionales
En la región de África subsahariana, la A. sieberiana se ha empleado tradicionalmente en el tratamiento de parásitos intestinales y sus síntomas. La decocción de la raíz se utiliza para combatir el dolor de estómago. Las gomas, las hojas y la corteza se emplean como remedio para una gran variedad de trastornos de salud, tales como la esquistosomiasis, la tenia, la oftalmía, los resfriados, los problemas de riñón, la diarrea, la sífilis, la gonorrea, la orquitis, el reumatismo, las hemorragias, los trastornos del sistema circulatorio y como astringente. Las vainas sirven como emoliente y las raíces para el tratar los problemas uretrales, las tenias, el acné, los edemas y la hidropesía.

## Taxonomía
Acacia sieberiana fue descrita por Augustin Pyrame de Candolle y publicado en Prodromus Systematis Naturalis Regni Vegetabilis 2: 463. 1825.
Variedades
- Acacia sieberiana DC. var. sieberiana
- Acacia sieberiana DC. var. woodii (Burtt Davy) Keay & Brenan[7]

Etimología
Ver: Acacia: Etimología
sieberiana: epíteto otorgado en honor del botánico Franz Sieber.
Sinonimia
- Acacia abyssinica sensu auct.
- Acacia amboensis Schinz
- Acacia davyi sensu auct.
- Acacia purpurascens Vatke
- Acacia sieberiana subsp. vermoesenii (De Wild.) Troupin
- Acacia vermoesenii De Wild.[8][1]

## Enlaces exgternos
- Datos: Q43375469
- Multimedia: Vachellia sieberiana / Q43375469
- Especies: Vachellia sieberiana